# Peter Kolar
Peter Kolar (mađarski: Kollár Péter) (Ratkovci, 18. lipnja 1855. – Beltinci, 31. prosinca 1908.) slovenski je pisac i rimokatolički svećenik.
Rođen je bio u današnjom Prekmurju od oca Petra Kolara i majke Judite Železen. Posvetili su ga 13. lipnja, 1882. Nekoliko mjeseci u Črenšovcima je bio kapelan. Od studenog 1882., do sprnja 1885. kapelan i administrator u Bogojini, zatim kapelan u Murskoj Soboti dvije godine. Jedno-jedno godine u Beltincima i u Turnišču je bio kapelan, napokon u Beltincima svećenik.
Pisao je školsku bibliju i udžbenik o krizmi na prekomurskom jeziku.

## Djela
- Mála biblia z-kejpami ali zgodba zvelicsanya za málo decsiczo : za I-II razréd normálszke sôle piszana po Gerely Józsefi ; z-27 z-leszá pritisznyenimi kejpmi od G. Morelli. – Budapest, Szent István Társulat, 1897.
- Mála biblia z-kejpami ali zgodba zvelicsanya za málo decsiczo : za I-II razréd normálszke sôle piszana po Gerely Józsefi ; z-27 z-leszá pritisznyenimi kejpmi od G. Morelli. - 2. natiszk. Budapest, Szent István Társulat, 1898.
- Návuk odpotrdjenyá ali férme. Z-vogrszkoga velikoga katekizmusa na sztári szlovenszki jezik obernyeni po Kollár Petri beltinszkom plebánusi 1902.

## Vanjske poveznice
- Géfin Gyula: A szombathelyi egyházmegye története III. kötet, 1935. Szombathely